# Христо Младенов
Христо Стефанов Младенов (болг. Христо Стефанов Младенов, 7 січня 1928 — 24 квітня 1996) — болгарський футбольний тренер.

## Кар'єра тренера
Розпочав тренерську кар'єру 1954 року, очоливши тренерський штаб клубу «Спартак» (Плевен). В подальшому тренував «Левскі» та «Бероє», вигравши з останнім Балканський кубок у 1969 році та став його фіналістом у наступному 1970 році.
Згодом протягом 1972—1974 років очолював тренерський штаб збірної Болгарії. З командою успішно вийшов на чемпіонат світу 1974 року, втім на самому турнірі його команда зіграла перші дві гри групового етапу внічию, а у третій розгромно програла Нідерландам (1:4) і не вийшла в плей-оф, після чого Младенов покинув посаду і згодом знову очолив «Бероє».
Згодом протягом 1978—1980 років очолював тренерський штаб клубу «Славія» (Софія), з яким у сезоні 1979/80 став віце-чемпіоном Болгарії та переможцем національного кубка. Після цього успіху 1980 року Младенов повернувся до роботи з «Левскі» і з цією командою теж став віце-чемпіоном у сезоні 1980/81.
У 1982—1984 роках очолював португальський «Фаренсе», а 1986 року знову став головним тренером збірної Болгарії після закінчення чемпіонату світу. Під керівництвом Христо збірна вдало почала у відбірковому раунді до Євро-1988 — болгари, після перемог над Ірландією (2:1), Люксембургом (4:1 і 3:0) і Бельгією (2:0), а також нічиями з Шотландією (0:0) і Бельгією (1:1) йшли на першому місці у групі і були близькі до свого історичного дебюту на європейській першості, проте два останні матчі (з ірландцями і шотландцями) закінчились двома поразками, через які болгари опустились на друге місце і не вийшли на турнір, а Младенов наприкінці 1987 року покинув посаду.
Останнім місцем тренерської роботи був клуб португальський «Белененсеш», головним тренером команди якого Христо Младенов був з 1989 по 1990 рік.
Помер 24 квітня 1996 року на 69-му році життя.

## Титули і досягнення

### Як тренера
- Чемпіон Болгарії (1):

Левські: 1964–65
- Володар Кубка Болгарії (1):

«Славія» (Софія): 1979–80
- Володар Кубка Португалії (1):

«Белененсеш»: 1988–89